# Victor Sutton

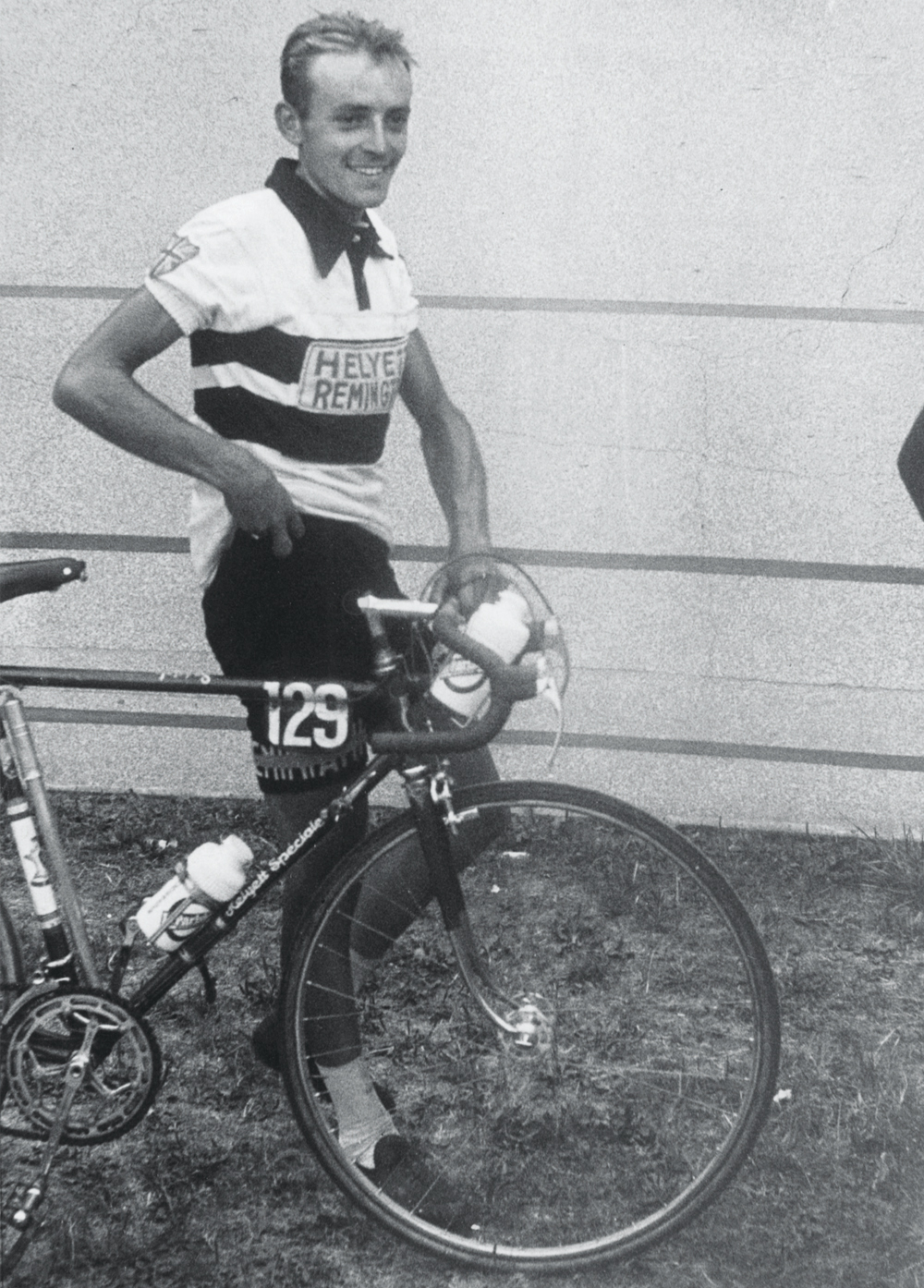
Victor Sutton

Victor „Vic“ Sutton (* 3. Dezember 1935 in Thorne, South Yorkshire; † 29. Juli 1999 in Little Weighton, East Riding of Yorkshire) war ein britischer Radrennfahrer.

## Sportliche Laufbahn
1958 wurde Sutton Unabhängiger, 1960 dann Berufsfahrer im Radsportteam Liberia-Grammont und blieb bis 1960 aktiv. Er ging mit einigen anderen Briten wie Tony Hewson 1958 nach Frankreich, um in Westeuropa vor allem Profirennen zu fahren. Die Amateurrennen bestritt er für den Verein ACBB. Sutton lebte während dieser Zeit mit Hewson und John Andrews in einem Kleintransporter, mit dem sie auch zu den Rennen fuhren.
1959 wurde er für die Tour de France nominiert. Er startete gemeinsam mit seinen Landsleuten Brian Robinson, Tony Hewson und John Andrews in einem internationalen Team. Beim Sieg von Federico Bahamantes wurde er 37. der Gesamtwertung und kam neben Robinson als zweiter Brite ins Ziel. 1960 startete er erneut in der Tour. Er war Mitglied der britischen Nationalmannschaft. Auf der 11. Etappe schied er nach einem körperlichen Zusammenbruch aus.
1959 fuhr er die Tour de Suisse und konnte sich auf dem 5. Gesamtrang platzieren. Er war der einzige Brite, der das Etappenrennen beendete.
1960 wurde bei ihm ein Herzleiden diagnostiziert, er beendete daraufhin seine Karriere.